# Balitòrids

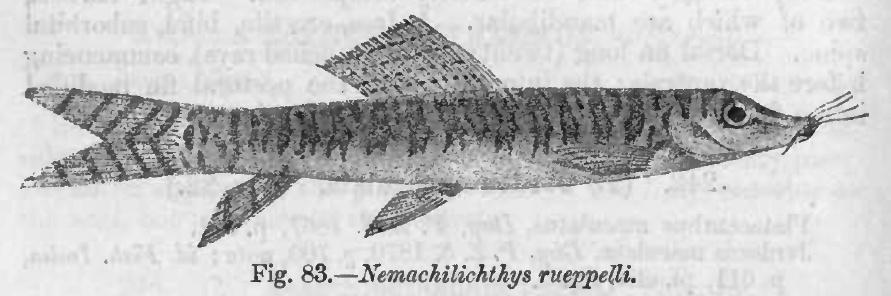
Nemacheilus rueppelli

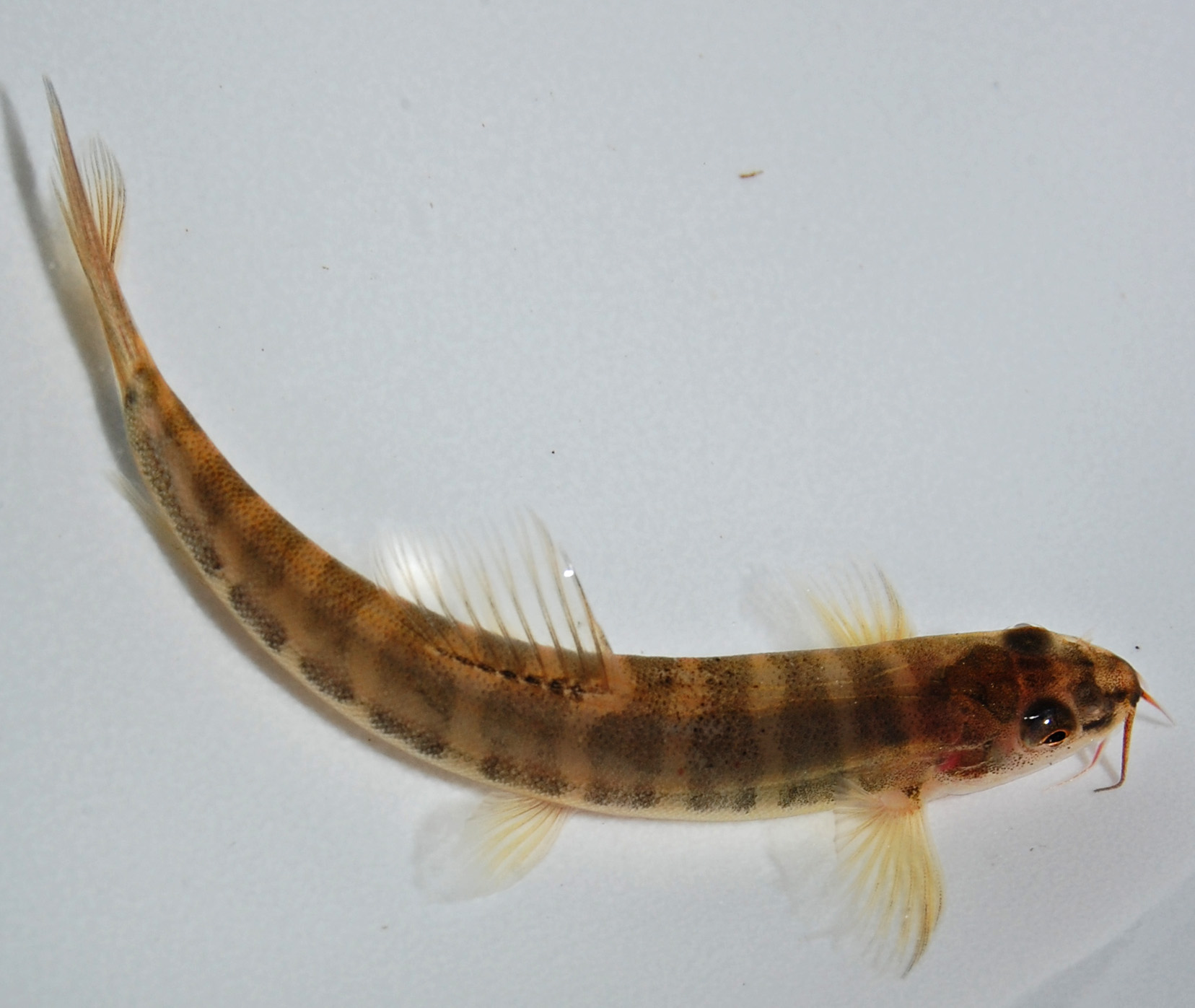
Nemacheilus chrysolaimos fotografiat a l'oest de l'Illa de Java (Indonèsia).

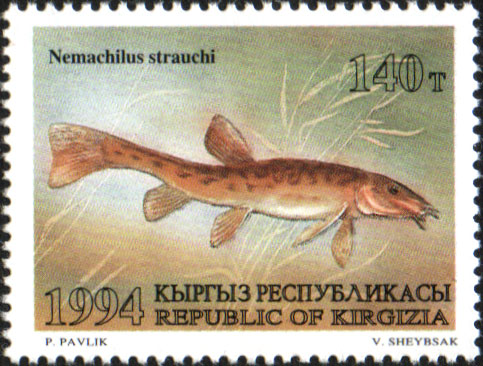
Segell postal del Kirguizstan amb la imatge d'un peix del gènere Nemacheilus.

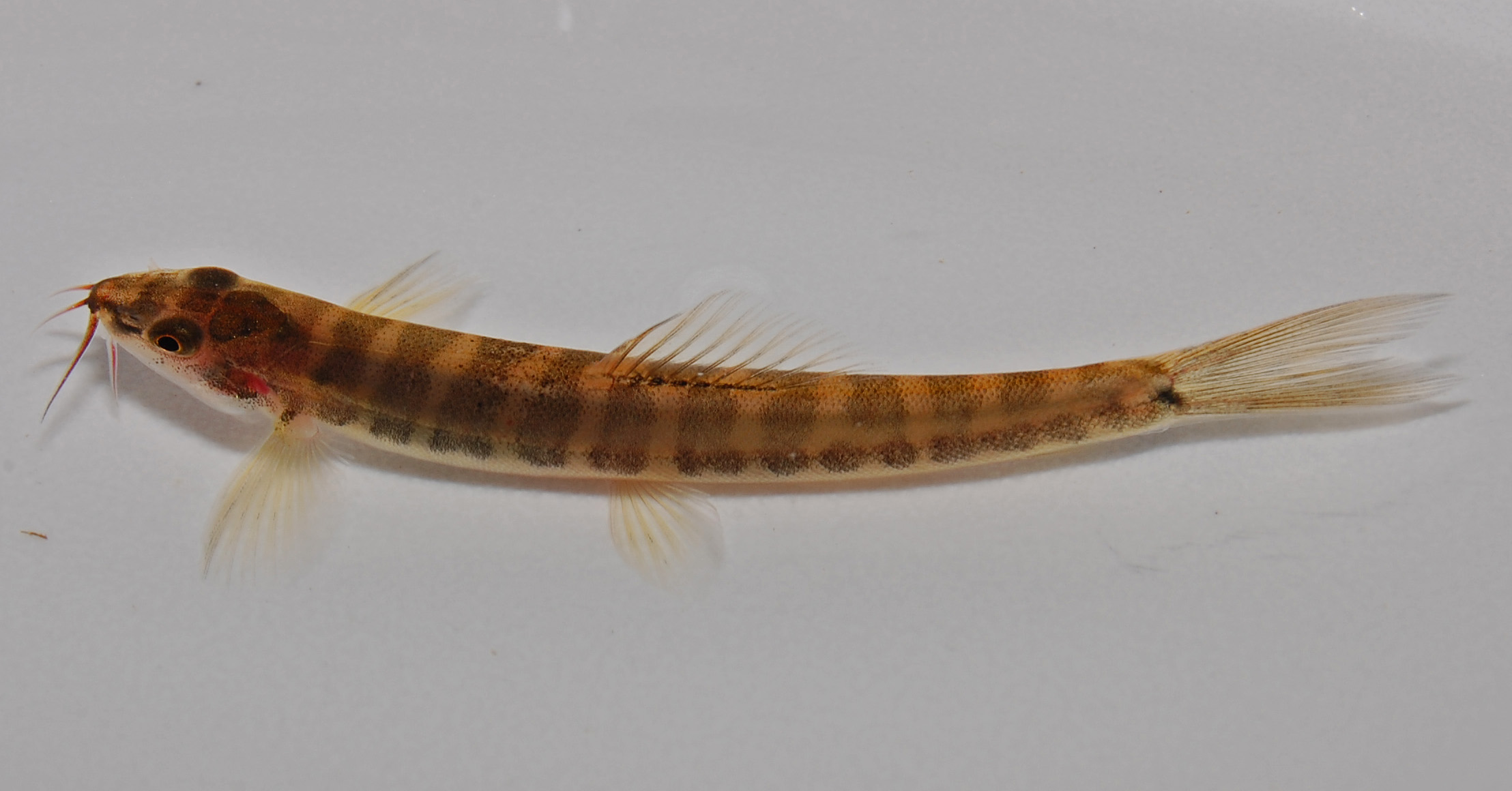
Nemacheilus chrysolaimos fotografiat a l'oest de l'Illa de Java (Indonèsia).

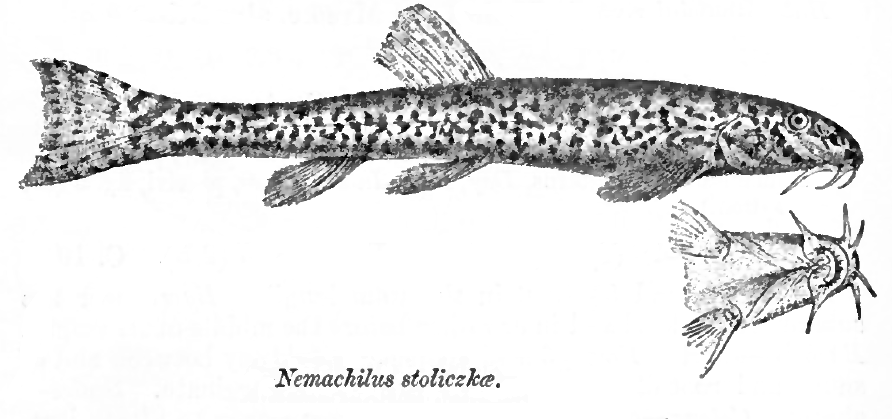
Triplophysa stoliczkai

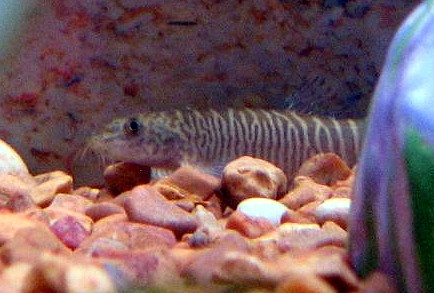
Schistura mahnerti

Els balitòrids (Balitoridae) són una família d'uns cent espècies de peixos d'aigua dolça teleostis pertanyent a l'ordre dels cipriniformes.
Cap de les espècies assoleix més de 35 cm. Són peixos d'Euràsia. Algunes espècies són populars arreu del món com a peixos d'aquari.

## Gèneresi espècies
- Aborichthys (Chaudhuri, 1913)[4]
  - Aborichthys elongatus (Hora, 1921)
  - Aborichthys garoensis  (Hora, 1925)
  - Aborichthys kempi  (Chaudhuri, 1913)
  - Aborichthys rosammai  (Sen, 2009)
  - Aborichthys tikaderi  (Barman, 1985)
- Acanthocobitis (Peters, 1861)[5]
  - Acanthocobitis botia  (Hamilton, 1822)
  - Acanthocobitis rubidipinnis  (Blyth, 1860)
  - Acanthocobitis urophthalmus  (Günther, 1868)
  - Acanthocobitis zonalternans  (Blyth, 1860)
- Annamia (Hora, 1932)[6]
  - Annamia normani (Hora, 1931)[7]
- Balitora (Gray, 1830)[8]
- Balitoropsis (Smith, 1945)[9]
  - Balitoropsis bartschi (Smith, 1945)[10]
- Barbatula (Linck, 1790)[11]
- Barbucca (Roberts, 1989)[12]
  - Barbucca diabolica (Roberts, 1989)[13]
- Beaufortia (Hora, 1932)[14]
- Bhavania (Hora, 1920)[15]
  - Bhavania arunachalensis  (Nath, Dam, Bhutia, Dey & Das, 2007)
  - Bhavania australis  (Jerdon, 1849)
- Cryptotora (Kottelat, 1998)[16]
  - Cryptotora thamicola (Kottelat, 1988)
- Dienbienia (Nguyen & Nguyen, 2002)[17]
  - Dienbienia namnuaensis (Nguyen & Nguyen, 2002)[18]
- Dzihunia (Prokofiev, 2001)[19]
  - Dzihunia amudarjensis  (Rass, 1929)
  - Dzihunia ilan  (Turdakov, 1936)
  - Dzihunia turdakovi  (Prokofiev, 2003)
- Ellopostoma (Vaillant, 1902)[20]
  - Ellopostoma megalomycter  (Vaillant, 1902)
  - Ellopostoma mystax  (Tan & Lim, 2002)
- Erromyzon (Kottelat, 2004)[21]
  - Erromyzon compactus  (Kottelat, 2004)
  - Erromyzon sinensis  (Chen, 1980)
  - Erromyzon yangi  (Neely, Conway & Mayden, 2007)
- Formosania (Oshima, 1919)[22]
- Gastromyzon (Günther, 1874)[23]
- Glaniopsis (Boulenger, 1899)[24]
  - Glaniopsis denudata  (Roberts, 1982)
  - Glaniopsis gossei  (Roberts, 1982)
  - Glaniopsis hanitschi  (Boulenger, 1899)
  - Glaniopsis multiradiata  (Roberts, 1982)
- Hemimyzon (Regan, 1911)[25]
- Heminoemacheilus (Zhu & Cao, 1987)[26]
  - Heminoemacheilus hyalinus  (Lan, Yang & Chen, 1996)
  - Heminoemacheilus zhengbaoshani  (Zhu & Cao, 1987)
- Homaloptera (van Hasselt, 1823)[27]
- Hypergastromyzon (Roberts, 1989)[12]
  - Hypergastromyzon eubranchus  (Roberts, 1991)
  - Hypergastromyzon humilis  (Roberts, 1989)
- Ilamnemacheilus (Coad & Nalbant, 2005)[28]
  - Ilamnemacheilus longispinnis (Coad & Nalbant, 2005)[29]
- Indoreonectes
  - Indoreonectes evezardi (Day, 1878)
- Jinshaia (Kottelat & Chu, 1988)[30]
  - Jinshaia sinensis (Sauvage & Dabry de Thiersant, 1874)
- Katibasia (Kottelat, 2004)[21]
  - Katibasia insidiosa (Kottelat, 2004)[31]
- Lefua (Herzenstein, 1888)[32]
  - Lefua costata  (Kessler, 1876)
  - Lefua echigonia  (Jordan & Richardson, 1907)
  - Lefua nikkonis (Jordan & Fowler, 1903)
  - Lefua pleskei (Herzenstein, 1888)
- Lepturichthys (Regan, 1911)[25]
  - Lepturichthys dolichopterus  (Dai, 1985)
  - Lepturichthys fimbriata  (Günther, 1888)
- Liniparhomaloptera (Fang, 1935)[33]
  - Liniparhomaloptera disparis  (Lin, 1934)
  - Liniparhomaloptera monoloba  (Mai, 1978)
  - Liniparhomaloptera obtusirostris  (Zheng & Chen, 1980)
- Longischistura
  - Longischistura bhimachari  (Hora, 1937)
  - Longischistura striata  (Day, 1878)
- Mesonoemacheilus (Banarescu & Nalbant, 1982)[34]
  - Mesonoemacheilus guentheri  (Day, 1878)
  - Mesonoemacheilus herrei  (Nalbant & Banarescu in Singh, Sen, Banarescu & Nalbant, 1982)
  - Mesonoemacheilus pambarensis  (Rema Devi & Indra, 1994)
  - Mesonoemacheilus pulchellus  (Day, 1873)
  - Mesonoemacheilus triangularis  (Day, 1865)
- Metahomaloptera (Chang, 1944)[35]
  - Metahomaloptera longicauda (Yang, Chen & Yang, 2007)
  - Metahomaloptera omeiensis  (Chang, 1944)
- Micronemacheilus (Rendahl, 1944)[36]
  - Micronemacheilus zispi (Prokofiev, 2004)[37]
- Nemacheilus (Bleeker, 1863)[38]
- Nemachilichthys (Day, 1878)[39]
  - Nemachilichthys shimogensis (Narayan Rao, 1920)[40]
- Neogastromyzon (Popta, 1905)[41]
  - Neogastromyzon brunei  (Tan, 2006)
  - Neogastromyzon chini  (Tan, 2006)
  - Neogastromyzon crassiobex  (Tan, 2006)
  - Neogastromyzon kottelati (Tan, 2006)
  - Neogastromyzon nieuwenhuisii  (Popta, 1905)
  - Neogastromyzon pauciradiatus  (Inger & Chin, 1961)
- Neohomaloptera (Herre, 1944)[42]
  - Neohomaloptera johorensis (Herre, 1944)[43]
- Neonoemacheilus (Zhu & Guo, 1985)[44]
  - Neonoemacheilus assamensis  (Menon, 1987)
  - Neonoemacheilus labeosus  (Kottelat, 1982)
  - Neonoemacheilus mengdingensis  (Zhu & Guo, 1989)
  - Neonoemacheilus morehensis  (Arunkumar, 2000)
  - Neonoemacheilus peguensis  (Hora, 1929)
- Nun (Banarescu & Nalbant, 1982)[45]
  - Nun galilaeus (Günther, 1864)[46]
- Oreias
  - Oreias dabryi (Sauvage, 1874)
- Oreonectes (Günther, 1868)[47]
  - Oreonectes anophthalmus  (Zheng a Anònim, 1981)
  - Oreonectes furcocaudalis  (Zhu & Cao, 1987)
  - Oreonectes microphthalmus  (Du, Chen & Yang, 2008)
  - Oreonectes platycephalus  (Günther, 1868)
  - Oreonectes polystigmus  (Du, Chen & Yang, 2008)
  - Oreonectes retrodorsalis  (Lan, Yang & Chen, 1995)
  - Oreonectes sayu  (Herre & Lin, 1936)
  - Oreonectes translucens (Zhang, Zhao & Zhang, 2006)
- Orthrias (Jordan & Fowler, 1903)[48]
- Oxynoemacheilus (Banarescu & Nalbaant, 1966)[49]
- Paracobitis (Bleeker, 1863)[38]
- Paranemachilus (Zhu, 1983)[50]
  - Paranemachilus genilepis (Zhu, 1983)[51]
- Paraprotomyzon (Pellegrin & Fang, 1935)[52]
  - Paraprotomyzon bamaensis  (Tang, 1997)
  - Paraprotomyzon lungkowensis  (Xie, Yang & Gong, 1984)
  - Paraprotomyzon multifasciatus  (Pellegrin & Fang, 1935)
  - Paraprotomyzon niulanjiangensis  (Lu, Lu & Mao, 2005)
- Parasewellia (Nguyen & Nguyen, 2005)[53]
  - Parasewellia monolobata  (Nguyen & Nguyen, 2005)
  - Parasewellia polylobata  (Nguyen & Nguyen, 2005)
  - Parasewellia tetralobata  (Nguyen & Nguyen, 2005)
- Parhomaloptera (Vaillant, 1902)[20]
  - Parhomaloptera microstoma  (Boulenger, 1899)
  - Parhomaloptera obscura  (Vaillant, 1902)
- Physoschistura (Banarescu & Nalbant, 1982)[54]
  - Physoschistura brunneana  (Annandale, 1918)
  - Physoschistura elongata  (Sen & Nalbant, 1982)
  - Physoschistura meridionalis  (Zhu, 1982)
  - Physoschistura pseudobrunneana  (Kottelat, 1990)
  - Physoschistura raoi  (Hora, 1929)
  - Physoschistura rivulicola  (Hora, 1929)
  - Physoschistura shanensis  (Hora, 1929)
- Plesiomyzon (Zheng & Chen, 1980)[55]
  - Plesiomyzon baotingensis (Zheng & Chen, 1980)[56]
- Protomyzon (Hora, 1932)[14]
  - Protomyzon aphelocheilus (Inger & Chin, 1962)
  - Protomyzon borneensis  (Hora & Jayaram, 1952)
  - Protomyzon griswoldi  (Hora & Jayaram, 1952)
  - Protomyzon pachychilus (Chen, Yang, Sket & Aljancic, 1980)
  - Protomyzon whiteheadi  (Vaillant, 1894)
- Protonemacheilus (Yang & Chu, 1990)[57]
  - Protonemacheilus longipectoralis (Yang & Chu, 1990)[58]
- Pseudogastromyzon (Nichols, 1925)[59]
- Pseudohomaloptera (Silas, 1953)[60]
  - Pseudohomaloptera tatereganii (Popta, 1905)[61]
- Schistura (McClelland, 1839)[62]
- Sectoria (Kottelat, 1990)[63]
  - Sectoria atriceps  (Smith, 1945)
  - Sectoria heterognathos  (Chen, 1999)
  - Sectoria heterognathus  (Chen, 1999)
  - Sectoria megastoma  (Kottelat, 2000)
- Seminemacheilus (Banarescu & Nalbant, 1995)[64]
  - Seminemacheilus ispartensis  (Erk' Akan, Nalbant & Özeren, 2007)
  - Seminemacheilus lendlii  (Hankó, 1924)
  - Seminemacheilus tongiorgii  (Nalbant & Bianco, 1998)
- Sewellia (Hora, 1932)[14]
- Sinogastromyzon (Fang, 1930)[65]
- Sinohomaloptera (Fang, 1930)[65]
  - Sinohomaloptera kwangsiensis (Fang, 1930)[66]
- Sphaerophysa (Cao & Zhu, 1988)[67]
  - Sphaerophysa dianchiensis (Cao & Zhu, 1988)[68]
- Sundoreonectes (Kottelat, 1990)[69]
  - Sundoreonectes obesus  (Vaillant, 1902)
  - Sundoreonectes sabanus  (Chin, 1990)
  - Sundoreonectes tiomanensis  (Kottelat, 1990)
- Traccatichthys
  - Traccatichthys pulcher  (Nichols & Pope, 1927)
  - Traccatichthys taeniatus  (Pellegrin & Chevey, 1936)
- Travancoria (Hora, 1941)[70]
  - Travancoria elongata  (Pethiyagoda & Kottelat, 1994)
  - Travancoria jonesi  (Hora, 1941)
- Triplophysa (Rendahl, 1933)[71]
- Troglocobitis (Parin, 1983)
  - Troglocobitis starostini (Parin, 1983)
- Tuberoschistura (Kottelat, 1990)[63]
  - Tuberoschistura baenzigeri  (Kottelat, 1983)
  - Tuberoschistura cambodgiensis  (Kottelat, 1990)
- Turcinoemacheilus (Banarescu & Nalbant, 1964)[72]
  - Turcinoemacheilus kosswigi (Banarescu & Nalbant, 1964)[73]
- Vaillantella (Fowler, 1905)[74]
  - Vaillantella cinnamomea  (Kottelat, 1994)
  - Vaillantella euepiptera  (Vaillant, 1902)
  - Vaillantella maassi  (Weber & de Beaufort, 1912)
- Vanmanenia (Hora, 1932)[14]
- Yunnanilus (Nichols, 1925)[75]